# Excelsior (traghetto)
L'Excelsior è un traghetto appartenente alla compagnia di navigazione italiana GNV.

## Caratteristiche
Il traghetto, lungo circa 200 metri, è in grado di trasportare un massimo di 2253 passeggeri e di 800 auto, o, in alternativa, 2253 metri lineari di carico merci. Dispone inoltre di 429 cabine, ristorante à la carte, bar, un negozio, un cinema, una piscina con lido bar, un idromassaggio e una sala giochi.

## Servizio
Varato il 17 gennaio 1999 nel cantiere navale Fincantieri di Pietra Ligure  con il nome di Excelsior e consegnato il 7 maggio alla GNV, prende servizio il 15 maggio nei collegamenti tra Genova e Porto Torres.
Nel settembre del 1999 viene trasferito nei collegamenti tra Genova e Palermo insieme al gemello Excellent.
Dal 22 giugno al 16 settembre 2000 opera nei collegamenti tra Genova ed Olbia. Il giorno successivo torna in servizio sulla Genova-Palermo.
Il 3 ottobre 2003 viene trasferito nei collegamenti tra Civitavecchia e Palermo.

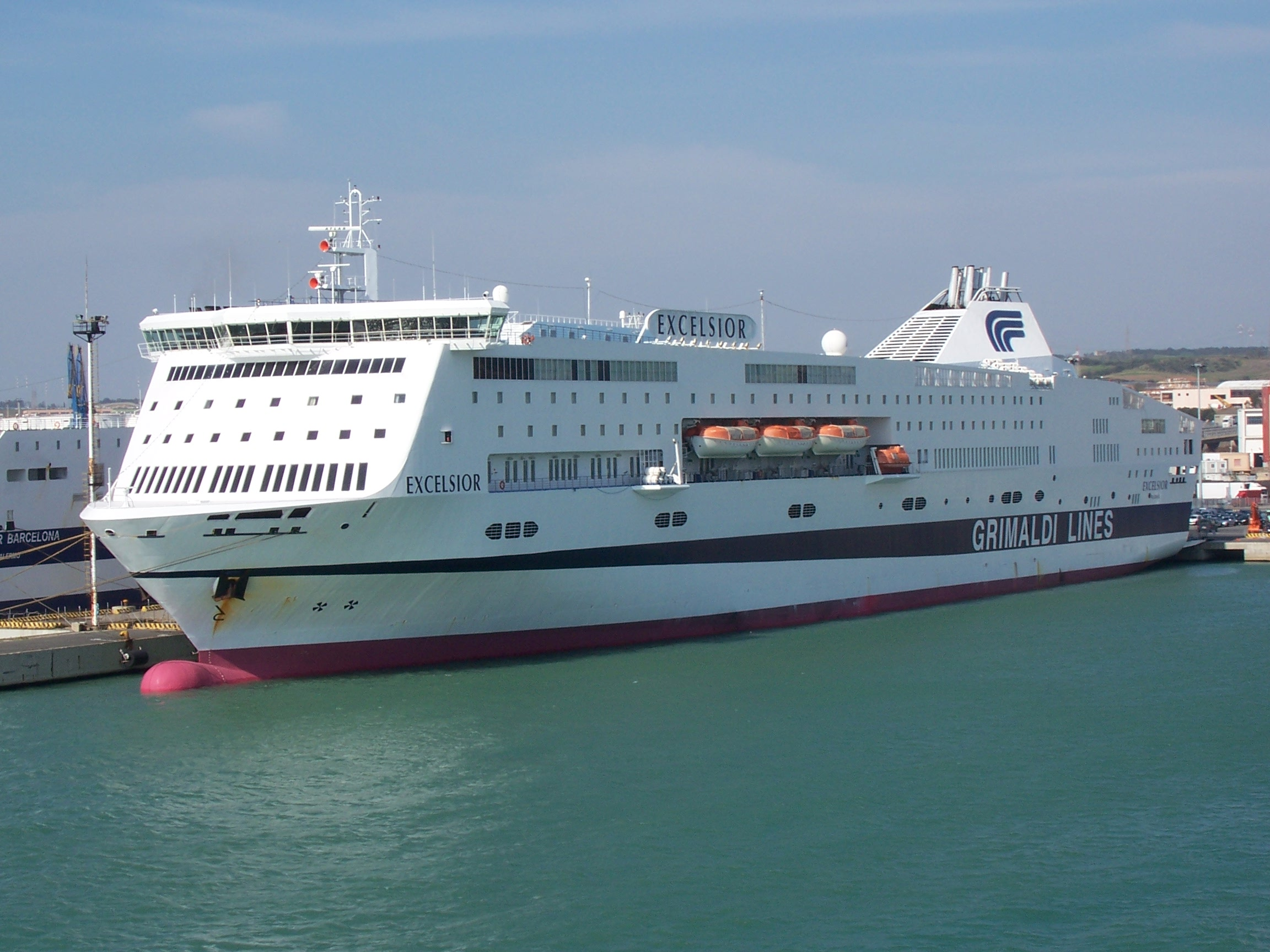
L'Excelsior ormeggiato a Civitavecchia nel 2006.

Da marzo a luglio 2011 viene noleggiato dal governo italiano ed impiegato per trasferire i migranti dai centri d'accoglienza di Lampedusa a Trapani, Napoli, Catania, Palermo, Taranto, Augusta, Cagliari e Genova. Terminato il noleggio al governo italiano, il 9 luglio torna in servizio per GNV nei collegamenti tra Genova, Barcellona e Tangeri Med.
Dal 23 febbraio 2013 al novembre del 2014 viene noleggiato SNCM ed impiegato nei collegamenti tra Marsiglia e Tunisi in sostituzione del Napoléon Bonaparte, temporaneamente fermo a causa di un incidente. Terminato il noleggio, torna in servizio nei collegamenti tra Genova, Civitavecchia, Palermo e Tunisi, Termini Imerese, Tangeri Med e Barcellona, dove opera tutt'oggi in rotazione con gli altri traghetti della flotta.
Nel 2016, in occasione del cambio livrea, le vengono aggiunte le controcarene. 
Nel gennaio 2017 opera brevemente nei collegamenti tra Napoli e Palermo.

## Navi gemelle
- Excellent